# Педерсен, Торбьёрн Седерлёф
Торбьёрн Седерлёф Педерсен (род. 19 декабря 1978 года, Кертеминне) — датский путешественник и искатель приключений, ставший известным, благодаря своему проекту Длинную сагу тому назад, заключающемуся в путешествии по всем странам мира без использования авиатранспорта. По состоянию на январь 2020 года, Педерсен посетил 193 страны из 203 запланированных.

## Ранние годы
Торбьёрн Седерлёф Педерсен родился в Кертеминне, в Дании у Торбена Педерсена (датчанин) и Ульвы Седерлёф (финка). В течение шести лет семья переехала в Ванкувер, затем в Торонто, после этого — в Нью-Джерси, в США, пока в 1984 году не вернулась в Данию, где он жил и рос в Кентерминне и Брюрупе, после поступив в Бизнес-школу Силькеборга. Педерсен выпустился в 1998 году и позже в этом же году был призван в армию, служил Королевским лейб-гвардейцем в королевских дворцах по всей Дании. В заграничных путешествиях Торбьёрн использует прозвище Тор.

## Длинную сагу тому назад
В 2013 году Педерсен начал планировать проект, цель которого — посетить все страны мира за одно непрерывное путешествие, притом без использования авиатранспорта. Нынешний держатель рекорда Грэм Хьюз тоже посетил все страны мира без перелётов согласно правилам Книги рекордов Гиннесса. Однако, за время его путешествия Хьюзу дважды разрешили слетать домой в Британию с условием, что он продолжит путешествие, вернувшись в тот же аэропорт.
Посредством этого проекта Педерсен намеревается посетить без перелётов все страны, представляя каждую страну и мир в позитивном свете.
В это же время Педерсен подал заявку на должность в Подразделение быстрого реагирования (ERU) Красного Креста Дании. В течение года он посещал различные тренинги и стал логистическим делегатом ERU и ближе к концу десятимесячного периода планирования Красный Крест Дании назначил Педерсена Послом доброй воли.
10 октября 2013 в 10:10 утра (10.10, 10:10) проект «Длинную сагу тому назад» стартовал с Дюббёльской мельницы на юге Дании. Вскоре после этого Педерсен пересёк границу Германии на поезде и по состоянию на январь 2020 посетил 193 из 203 запланированных стран на всех шести обитаемых континентах, ни разу не вернувшись домой.
Ожидается, что Педерсен завершит проект и вернется в Данию в 2020, когда посетит последнюю страну — Мальдивы — в октябре 2020 года.
Благодаря «Длинной саге тому назад», о Педерсене писали издания в более чем ста странах. Наиболее известные из них: VICE, BBC, ABC, Lonely Planet, National Geographic, Forbes, Al Jazeera, The Guardian, News.com.au и RTÉ.

## Звания и членства в организациях
Педерсен имеет следующие должности и членства в различных обществах внутри Международного движения Красного Креста и Красного Полумесяца:
- Посол доброй воли Красного Креста Дании
- Пожизненный член Красного Креста Багамских островов
- Пожизненный член Кенийского Красного Креста
- Почётный член Красного Креста Сейшел
- Гуманитарный посол Красного Полумесяца Судана